# 金蛇郎君 (電視劇)
《金蛇郎君》，是香港無線電視的劇集，於1991年至1992年期間拍攝，於1992年6月海外發行，於1993年6月8日至7月9日凌晨00:15-01:20首播，共20集。
此劇於2016年7月27日至2016年8月23日在TVB星河頻道重播。

## 演員表
| 演員   | 角色            |
| 鄭伊健 | 解連環          |
| 羅慧娟 | 月半彎          |
| 劉 江  | 解破軍          |
| 尹揚明 | 龍 正           |
| 彭家麗 | 夏侯嫣          |
| 朱鐵和 |                 |
| 張 翼  | 夏侯義          |
| 梁佩瑚 | 龍 兒           |
| 羅嘉良 | 金蛇郎君 (客串) |